# Campiglossa cribellata
Campiglossa cribellata är en tvåvingeart som beskrevs av Mario Bezzi 1913. Campiglossa cribellata ingår i släktet Campiglossa och familjen borrflugor. Inga underarter finns listade.